# Xylotrechus colonus
Xylotrechus colonus es una especie de escarabajo longicornio del género Xylotrechus. Fue descrita científicamente por Fabricius en 1775.
Se distribuye por Canadá y los Estados Unidos (desde Nueva Escocia y Florida hasta Minnesota y Texas). Mide 8-15 milímetros de longitud. El período de vuelo ocurre en los meses de abril, mayo, junio, julio, agosto, septiembre y octubre.
Las larvas de esta especie se desarrollan en multitud de maderas de gran resistencia como Carya, Fagus y Pinus.

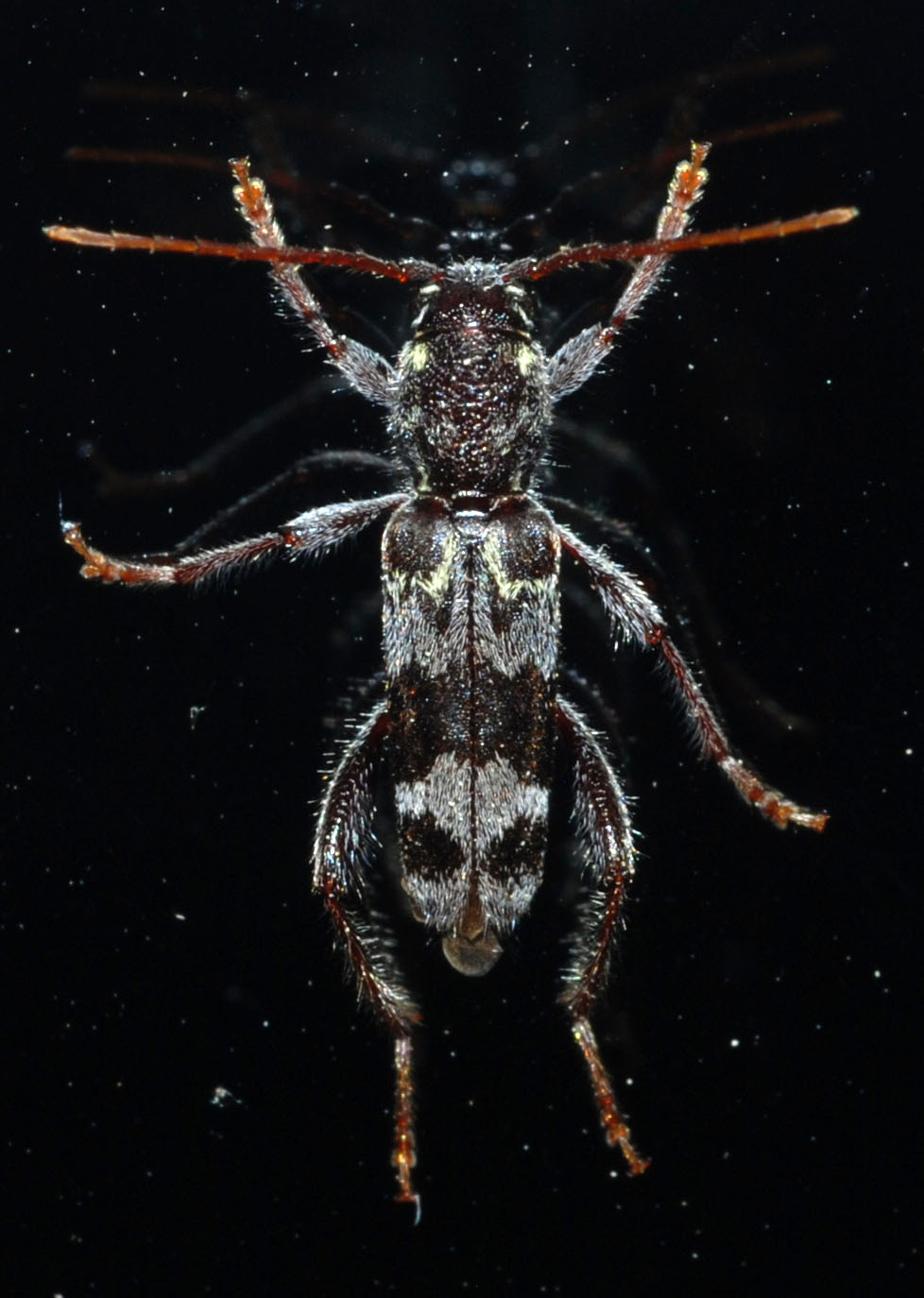
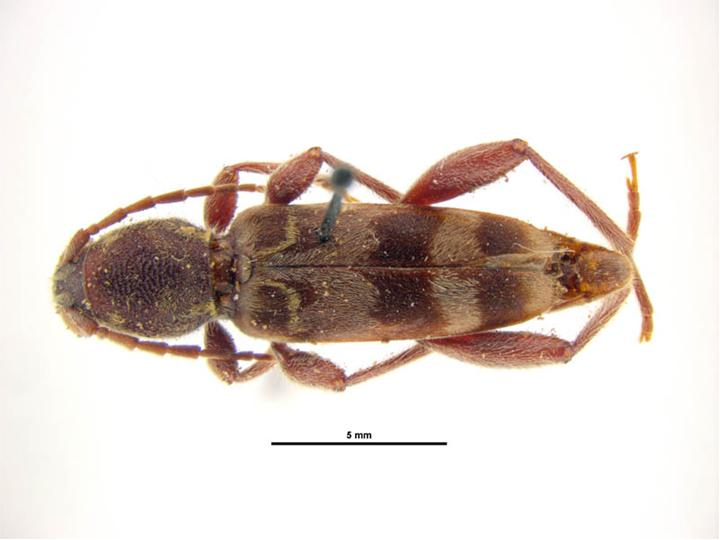
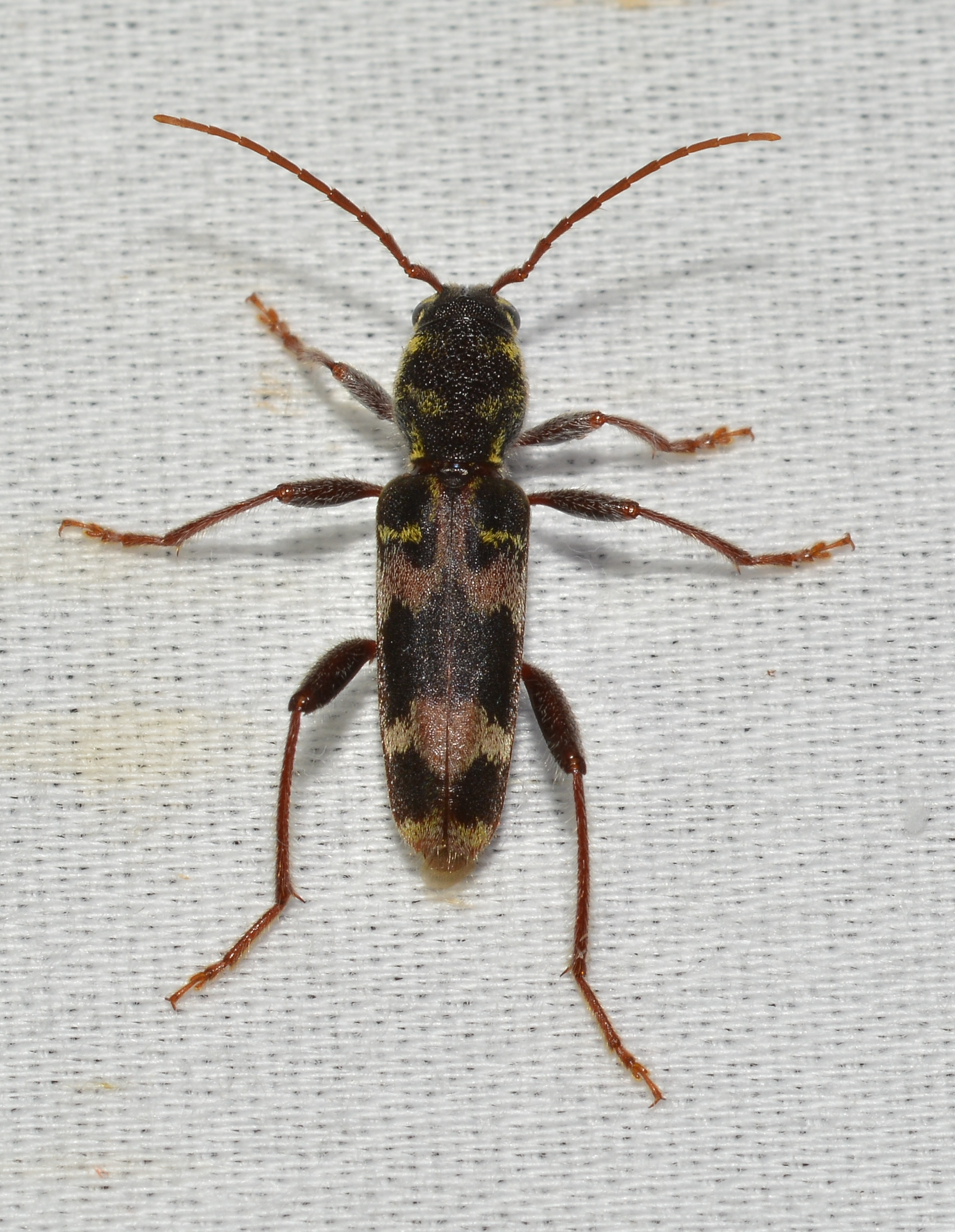
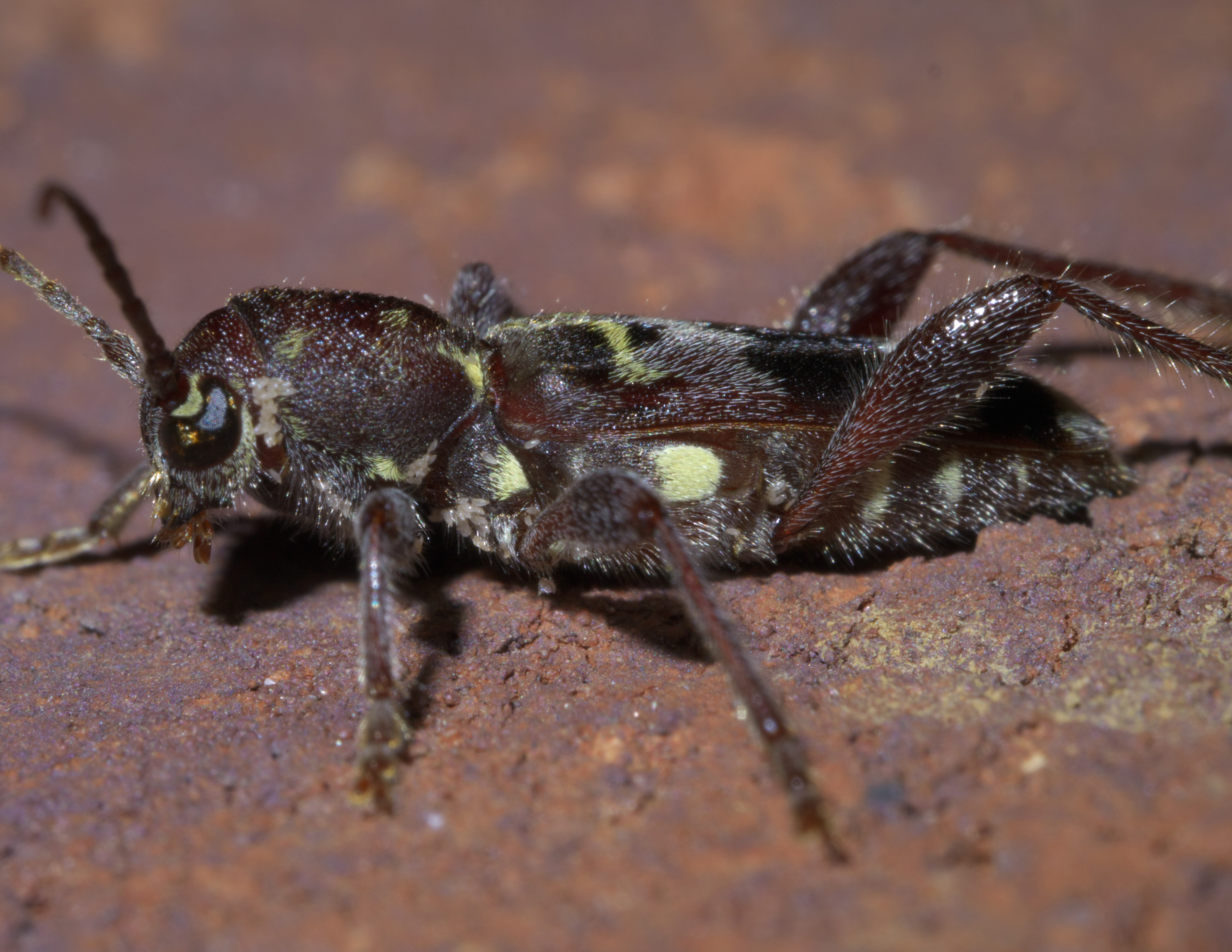